# Lindleya
Lindleya, monotipski rod ružovki iz podtribusa Lindleyinae, dio tribusa Maleae. Jedina vrsta je manje drvo iz Meksika, L. mespiloides.

## Sinonimi
- Lindleyella Rydb.
- Neolindleyella Fedde
- Lindleyella mespiloides (Kunth) Rydb.
- Lindleyella schiedeana Rydb.

- Lindleya mespiloides